# Kampfkommandant
Als Kampfkommandant wird der höchstrangige militärische Befehlshaber innerhalb eines umkämpften Gebietes oder einer umkämpften Stadt bezeichnet. Der Begriff wurde insbesondere im Zweiten Weltkrieg verwendet. Die Stellen von Kampfkommandanten wurden auf Weisung Hitlers vom 8. März 1944 geschaffen und sollten durch Bündelung der Befehlsgewalt das Zusammenspiel aller militärischen Kräfte in den ihnen unterstellten Bereichen verbessern; aufgrund des fortgeschrittenen Kriegsverlaufs hatte diese Maßnahme jedoch keinen militärischen Erfolg.

## Auswahl
- General der Infanterie Rudolf von Bünau, letzter Kampfkommandant von Wien
- General der Infanterie Werner von Gilsa, letzter Kampfkommandant von Dresden
- General der Artillerie Helmuth Weidling, letzter Kampfkommandant von Berlin
- SS-Obergruppenführer und General der Waffen-SS Karl Pfeffer-Wildenbruch, letzter Kampfkommandant von Budapest
- Generalleutnant Ernst-Günther Baade, letzter Kampfkommandant von Köln
- Generalleutnant Fritz Becker, letzter Kampfkommandant von Bremen
- Generalleutnant Bruno von Hauenschild, Kampfkommandant von Berlin
- Generalleutnant Rudolf Huebner, letzter Kampfkommandant von München
- Generalleutnant Hellmuth Reymann, Kampfkommandant von Berlin
- Generalleutnant Ludwig Merker, Kampfkommandant von Wien
- Generalleutnant Hermann Meyer-Rabingen, Kampfkommandant von Frankfurt an der Oder
- Generalleutnant Karl Veith, letzter Kampfkommandant von Braunschweig
- Generalleutnant Hans-Jürgen von Witzendorff, Kampfkommandant von München
- SS-Obergruppenführer Karl Hanke, letzter Kampfkommandant von Breslau
- Generalmajor Richard von Bothmer, letzter Kampfkommandant von Bonn
- Generalmajor Joachim Degener, letzter Kampfkommandant von Győr
- Generalmajor Friedrich-Wilhelm Deutsch, Kampfkommandant von Wesel
- Generalmajor Johannes Erxleben, letzter Kampfkommandant von Kassel
- Generalmajor Paul Wilhelm Loehning, letzter Kampfkommandant von Hannover
- Generalmajor Kurt Lottner, letzter Kampfkommandant von Lübeck
- Generalmajor Friedrich Stemmermann, erster Kampfkommandant von Frankfurt am Main
- Generalmajor Friedrich von Unger, Kampfkommandant von Neuruppin und Ludwigslust
- Generalmajor Alwin Wolz, letzter Kampfkommandant von Hamburg
- Oberst Hans Lepperdinger, letzter Kampfkommandant von Salzburg
- Oberst Hans von Poncet, letzter Kampfkommandant von Leipzig
- Oberst Gerhard Wilck, letzter Kampfkommandant von Aachen
- Oberst Richard Wolf, Kampfkommandant von Würzburg und letzter Kampfkommandant von Nürnberg
- Kapitän zur See Wolfgang Lüth, letzter Kampfkommandant von Flensburg
- Kapitän zur See Karl Neitzel, Kampfkommandant von Verden
- Oberstleutnant Josef Ritter von Gadolla, letzter Kampfkommandant von Gotha
- Oberstleutnant Bernhard Hofmann, Kampfkommandant von München
- Oberstleutnant Erich Löffler, Kampfkommandant von Koblenz und letzter Kampfkommandant von Frankfurt am Main
- Oberstleutnant Werner Lorleberg, letzter Kampfkommandant von Erlangen
- Major Paul Weinzierl, Kampfkommandant von Ingolstadt
- Landrat und Major der Reserve Werner Laskowski, letzter Kampfkommandant von Heidenheim an der Brenz
- Oberleutnant Ludwig Edinger, Kampfkommandant von Apolda